# Ponto Novo (ort)
Ponto Novo är en ort i Brasilien.   Den ligger i kommunen Ponto Novo och delstaten Bahia, i den östra delen av landet, 1 000 km nordost om huvudstaden Brasília. Ponto Novo ligger 370 meter över havet och antalet invånare är 7 141.
Terrängen runt Ponto Novo är platt. Runt Ponto Novo är det ganska glesbefolkat, med 34 invånare per kvadratkilometer..
Omgivningarna runt Ponto Novo är huvudsakligen savann.